# Thomer-la-Sôgne

Thomer-la-Sôgne este o comună în departamentul Eure, Franța. În 1 ianuarie 2018 avea o populație de 344 de locuitori.